# 侏儒密光鰓魚
侏儒密光鰓魚（學名：Pycnochromis acares），又稱侏儒密光鰓雀鯛，為輻鰭魚綱鱸形目雀鯛科密光鰓魚屬的其中一種，分布於太平洋區，從馬里亞納群島至夏威夷群島、社會群島，南至萬那杜、南方群島海域，深度0至37公尺，本魚體呈卵圓形且側扁，體色呈白色，並帶有黃色斑點，從眼睛延伸到胸鰭，背鰭和尾鰭是黃色，背鰭硬棘12-13枚;背鰭軟條11枚;臀鰭硬棘2枚;臀鰭軟條10-11枚，體長可達4公分，棲息在臨海珊瑚礁、潟湖，以浮游生物為食，日行性，繁殖期時會成對出現，具有領域性，雄魚會保護魚卵直到卵孵化。